# Hans Dotzler (Politiker)

Hans Dotzler

Hans Dotzler (* 10. Juni 1906 in Lorenz; † 6. Dezember 1979 in Saaldorf, Oberbayern) war ein deutscher Politiker (NSDAP).

## Leben
Dotzler, von Beruf kaufmännischer Angestellter, trat zum 1. Mai 1931 der NSDAP bei (Mitgliedsnummer 536.502). Er verwaltete von 1933 bis 1934 treuhänderisch das beschlagnahmte SPD-Vermögen in Mainfranken. Er leitete in Würzburg von 1933 bis 1934 das nationalsozialistische Blatt „Fränkisches Volk“ und war von 1934 bis 1936 Kreisleiter in Vilsbiburg. Danach hatte er bis 1939 diese Position in Landshut und von 1939 bis 1941 in Strakonitz inne. Im Jahr 1937 war er Mitglied des Kreistags Niederbayern-Oberpfalz. Ab 1941 leistete er als Unteroffizier der Reserve Militärdienst bei der Wehrmacht. Im Jahr 1941 bis 1942 war er Geschützführer einer Panzerjägerkompanie vor Moskau. 1943 wurde er Leutnant d. R. Als Zugführer war Dotzler ab 1943 zudem Offizier für ideologische Schulungsarbeit und zugleich noch Kompanieführer an der Ostfront. Später im Jahr 1943 wurde er Kreisleiter der NSDAP im Einsatzstab Reichsleiter Rosenberg und blieb dies, bis er im Juni 1944 zur Partei-Kanzlei abkommandiert wurde. Dort wurde er mit der Prüfung des Wehrmachtsschrifttums beauftragt. 
Dotzler trat am 26. Februar 1942 im Nachrückverfahren für den Abgeordneten Karl Götz in den nationalsozialistischen Reichstag ein, in dem er bis zum Ende der NS-Herrschaft im Frühjahr 1945 den Wahlkreis 26 (Franken) vertrat. Am 23. Januar 1945 schrieb er die „Vorschläge zum Aufbau einer Widerstandsbewegung in den von Bolschewisten besetzten deutschen Ostgebieten“. Von Februar bis März 1945 war er Hauptbereichsleiter für Werwolf-Fragen in der Partei-Kanzlei.